# Любовь в большом городе
«Любо́вь в большо́м го́роде» — романтическая комедия с элементами фэнтези режиссёра и сценариста Марюса Вайсберга. Фильм основан на оригинальном произведении «Студии „Квартал 95“» «День Святого Валентина». В главных ролях: Алексей Чадов, Владимир Зеленский и Вилле Хаапасало.
В России фильм вышел в широкий прокат 5 марта 2009 года.

## Сюжет
Действие фильма происходит в Нью-Йорке. Главные герои — зарабатывающий на экскурсиях женатый Артём, стоматолог Игорь и инструктор по прозвищу «Сауна». В свободное время трое друзей крутят короткие и ни к чему не обязывающие романы. После одной из вечеринок, на которой они встречают Святого Валентина, герои начинают искать настоящую любовь.

## В ролях
- Алексей Чадов — Артём
- Владимир Зеленский — Игорь
- Вилле Хаапасало — Сауна
- Вера Брежнева — Катя
- Светлана Ходченкова — Настя
- Анастасия Задорожная — Алиса
- Филипп Киркоров — Святой Валентин
- Елизавета Арзамасова — Вера, сестра Насти
- Олеся Железняк — Пелагея
- Алика Смехова — соседка Раиса Монтиевна
- Сабина Ахмедова — любовница

## Кассовые сборы
За четыре недели проката в России фильм собрал 9 124 151 долларов («Каропрокат»); всего фильм собрал 11 482 165 долларов.

## Восприятие
Обозреватель Film.ru Семён Кваша положительно отозвался о фильме, резюмируя: «Тех, кто пойдёт, ждёт ряд приятных сюрпризов, например описание похода мужчин-натуралов на гей-стриптиз, страстная речь на финском, обращенная к… хм, корню проблемы и прочий критический реализм». Критик Кирилл Андреев оценил фильм Вайсберга на 6 баллов из 10. По мнению Алёны Сычёвой, это «кино не плохое, а всего лишь заурядное».

## Награды и номинации
За песню «Просто подари» в фильме Филипп Киркоров был отмечен наградой «Премия Муз-ТВ» (2010) за «Лучший саундтрек». Также «Любовь в большом городе» номинировалась на кинопремию «Жорж» (2010) как «Лучшая российская комедия», но уступила ленте «Каникулы строгого режима».

## Сиквелы
В марте 2010 года состоялась премьера второй части фильма с участием основных актёров первого фильма. Премьера третьей части состоялась 1 января 2014 года. Режиссёром всех трёх фильмов является Марюс Вайсберг, на съёмках третьей части к нему присоединился Дэвид Додсон.